# Carl Olof Cronstedt

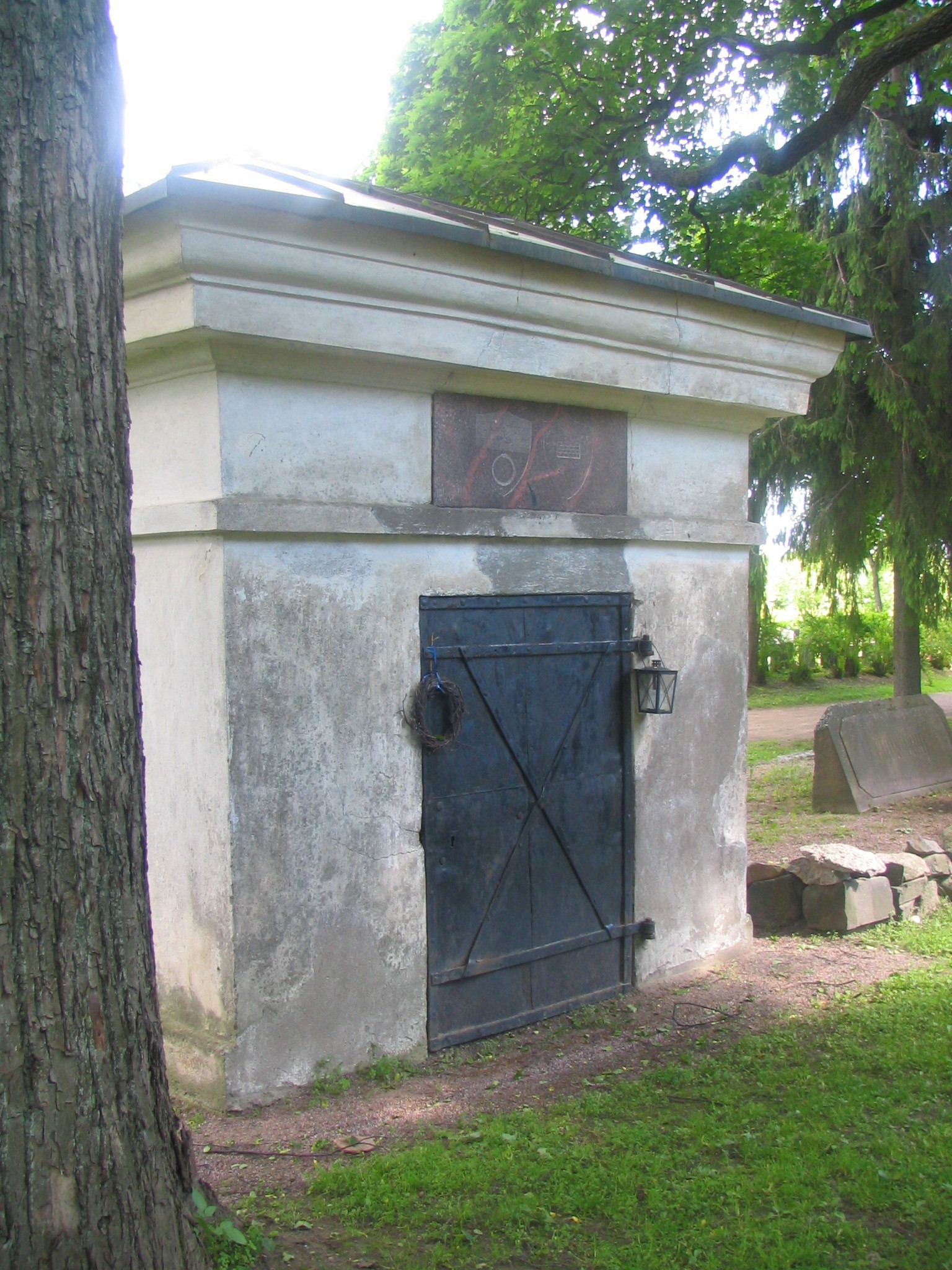
Das Grab Cronstedts in Vantaa

Carl Olof Cronstedt (* 3. Oktober 1756; † 7. April 1820 in Helsinki) war ein finnlandschwedischer Marineoffizier.
Cronstedt wuchs in Finnland auf. Während des schwedisch-russischen Krieges 1788–1790 unter dem schwedischen König Gustav III. war er Kommandant der schwedischen Schärenflotte. In dieser Eigenschaft gewann er 1790 die Seeschlacht von Svensksund, der größte schwedische Seesieg aller Zeiten. Unter Gustavs III. Nachfolger Gustav IV. Adolf fiel Cronstedt in Ungnade und wurde 1801 zum Kommandanten der Schärenfestung Sveaborg (finnisch Suomenlinna) vor Helsinki ernannt.
Während des russisch-schwedischen Krieges von 1808 bis 1809 fiel Cronstedt eine Schlüsselrolle zu. Die Schärenfestung Sveaborg sollte der schwedischen Armee den Rücken freihalten und russische Kräfte binden, bis Verstärkung aus Schweden kommen konnte. Aus bis heute nicht restlos geklärten Gründen kapitulierte Cronstedt jedoch am 3. Mai 1808 und lieferte die Festung Sveaborg der russischen Armee aus. Als Gründe für die Kapitulation werden vor allem die Unzufriedenheit vieler schwedischer Offiziere mit der Kriegsführung des Königs bzw. ein weitverbreiteter Defätismus sowie die erfolgreiche psychologische Kriegführung der Russen genannt. Diese Kapitulation, die Cronstedt in Runebergs Fähnrich Stahl bitter verübelt wird, trug ihren Teil zur schwedischen Niederlage bei.
Nach dem Krieg wurde Cronstedt mit einigen anderen Offizieren in Schweden vor Gericht gestellt. Auf Grund russischen Drucks und einer allgemeinen Amnestie wurde das Verfahren allerdings eingestellt. Cronstedt trat jedoch nach dem Krieg nie in russische Dienste.
| Personendaten    | Personendaten                       |
| ---------------- | ----------------------------------- |
| NAME             | Cronstedt, Carl Olof                |
| KURZBESCHREIBUNG | finnlandschwedischer Marineoffizier |
| GEBURTSDATUM     | 3. Oktober 1756                     |
| STERBEDATUM      | 7. April 1820                       |
| STERBEORT        | Helsinki                            |